# Allan Octavian Hume
Allan Octavian Hume (St. Mary Cray, Kent, 6 de junio de 1829 - 31 de julio de 1912), funcionario público de la India Británica, reformador político, naturalista, y ornitólogo. Fue uno de los fundadores del Congreso Nacional Indio, un partido político que a la larga conduciría al movimiento independentista de la India. Se lo conoce como el "padre de la ornitología india"; quienes lo consideraron un dogmático, lo llamaron "el pope de la ornitología india".

## Vida y obra
Nació en Inglaterra. Su padre era el parlamentario radical escocés Joseph Hume. Estudió medicina y cirugía. En 1849 parte hacia la India y un año después ingresa en el Servicio Civil en Etawah. En este ámbito impulsó la educación primaria gratuita y la creación de un periódico local, Lokmitra ("El amigo del pueblo"). Se casó en 1853 con Mary Anne Grindall.
En 1857 tuvo que intervenir frente a la Rebelión de los Cipayos; por su actuación fue nombrado compañero de la Orden del Baño. Tiempo después siguió impulsando la educación a alto nivel, convencido de que de esta manera se podían evitar las revueltas de una manera positiva. Era muy franco para hablar, y no le importaba criticar al gobierno si consideraba que procedía mal. Criticó a la administración de Robert Bulwer-Lytton por su desidia respecto del pueblo indio; muchos funcionarios públicos superiores lo persiguieron. Como consecuencia, en 1879 publicó un libro sobre "Reforma agrícola en la India".
A pesar de las humillaciones continuó trabajando hasta 1882, fecha en que renuncia al Servicio Civil. Todo ese tiempo estuvo dedicado además a su gran pasión, la ornitología; publicó "The Game Birds of India". En 1883 escribió una carta abierta a los graduados de la Universidad de Calcuta, en la misma los convocaba a formar un nuevo movimiento político. Este fue el origen de la primera sesión del Congreso Nacional Indio, que tuvo lugar en 1853 en Bombay. En 1887 escribió a la Comisión Pública de la India, declarando que "se sentía un nativo de la India".

## Contribuciones a la ornitología
Hume se dedicó al estudio sistemático de las aves del subcontinente indio, y reunió la mayor colección ornitológica asiática en el mundo. Entre las varias especies que describió, cabe mencionar (téngase en cuenta que algunos nombres ya no son válidos):
- 12 Persian Shearwater (Procellaria lherminieri persica) (Puffinus persicus)
- 17 Short-tailed Tropic-bird (Phaethon aethereus indicus)
- 33 Great Whitebellied Heron (Ardea insignis)
- 96 Grey, Andaman or Oceanic Teal (Anas gibberifrons albogularis)
- 140 Burmese Shikra (Accipiter badius poliopsis)
- 148 Indian Sparrow-hawk (Accipiter nisus melaschistos)
- 180,183 Indian Griffon Vulture (Gyps fulvus fulvescens)
- 181 Himalayan Griffon Vulture (Gyps himalayensis)
- 200 Andaman Pale Serpent Eagle (Spilornis cheela davisoni)
- 201 Nicobar Crested Serpent Eagle (Spilornis cheela minimus) (=Spilornis minimus)
- 235 Northern Chukor (Alectoris chukar pallescens)
- 239 Assam Black Partridge (Francolinus francolinus melanonotus)
- 263 Northern Painted Bush Quail (Perdicula erythrorhyncha blewitti)
- 265 Manipur Bush Quail (Perdicula manipurensis manipurensis)
- 273 Redbreasted Hill Partridge (Arborophila mandellii)
- 308 Mrs. Hume's Barredback Pheasant (Syrmaticus humiae humiae)
- 330 Andaman Bluebreasted Banded Rail (Rallus striatus obscurior)(= Gallirallus striatus)
- 466 Roseate Tern (Sterna dougalli korustes)
- 476 Blackshafted Ternlet (Sterna saundersi) (=Sterna albifrons)
- 516 Blue Rock Pigeon (Columba livia neglecta)
- 525 Andaman Wood Pigeon (Columba palumboides)
- 555 Andaman Redcheeked Parakeet (Psittacula longicauda tytleri)
- 563 Eastern Slatyheaded Parakeet (Psittacula finschii)
- 601 Bangladesh Crow-pheasant (Centropus sinensis intermedius)
- 607 Andaman Barn Owl (Tyto alba deroepstorffi)
- 610 Ceylon Bay Owl (Phodilus badius assimilis)
- 611 Western Spotted Scops Owl (Otus spilocephalus huttoni)
- 613 Andaman Scops Owl (Otus balli)
- 614 Pallid Scops Owl (Otus brucei)
- 618b Nicobar Scops Owl (Otus scops nicobaricus) (=Otus alius)
- 619 Punjab Collared Scops Owl (Otus bakkamoena plumipes)
- 626a Himalayan Horned or Eagle Owl (Bubo bubo hemachalana)
- 643 Burmese Brown Hawk-owl (Ninox scutulata burmanica)
- 645 Hume's Brown Hawk-owl (Ninox scutulata obscura)
- 653 Forest Spotted Owlet (Athene blewitti) (=Heteroglaux blewitti)
- 654 Hume's Owl (Strix butleri)
- 669 Bourdillon's or Kerala Great Eared Nightjar (Eurostopodus macrotis bourdilloni)
- 673 Hume's European Nightjar (Caprimulgus europaeus unwini)
- 679 Andaman Longtailed Nightjar (Caprimulgus macrurus andamanicus)
- 684 Hume's Swiftlet (Collocalia brevirostris innominata)
- 684a Black-nest Swiftlet (Collocalia maxima maxima)
- 686 Andaman Greyrumped or White-nest Swiftlet (Collocalia fuciphaga inexpectata)
- 691 Brown-throated Spinetail Swift (Chaetura gigantea indica)
- 732 Nicobar Storkbilled Kingfisher (Pelargopsis capensis intermedia)
- 738 Andaman Whitebreasted Kingfisher (Halcyon smyrnensis saturatior)
- 773 Narcondam Hornbill (Rhyticeros undulatus narcondami)
- 793 Pakistan Orangerumped Honeyguide (Indicator xanthonotus radcliffi)
- 841 Manipur Crimsonbreasted Pied Woodpecker (Picoides cathpharius pyrrhothorax)
- 887 Karakoram or Hume's Short-toed Lark (Calandrella acutirostris acutirostris)
- 889 Indus Sand Lark (Calandrella raytal adamsi)
- 898 Baluchistan Crested Lark (Galerida cristata magna)
- 915 Pale Crag Martin (Hirundo obsoleta pallida)
- 974 Large Andaman Drongo (Dicrurus andamanensis dicruriformis)
- 986 Andaman Glossy Stare (Aplonis panayensis tytleri)
- 998 Hume's or Afghan Starling (Sturnus vulgaris nobilior)
- 1000 Sind Starling (Sturnus vulgaris minor)
- 1041 Hume's Ground Chough (Podoces humilis)
- 1113 Andaman Blackheaded Bulbul (Pycnonotus atriceps fuscoflavescens)
- 1165 Mishmi Brown Babbler (Pellorneum albiventre ignotum)
- 1172 Mount Abu Scimitar Babbler (Pomatorhinus schisticeps obscurus)
- 1190 Manipur Longbilled Scimitar Babbler (Pomatorhinus ochraceiceps austeni)
- 1225 Kerala Blackheaded Babbler (Rhopocichla atriceps bourdilloni)
- 1234 Hume's Babbler (Chrysomma altirostre griseogularis)
- 1289 Western Variegated Laughing Thrush (Garrulax variegatus similis)
- 1301 Khasi Hills Greysided Laughing Thrush (Garrulax caerulatus subcaerulatus)
- 1330 Manipur Redheaded Laughing Thrush (Garrulax erythrocephalus erythrolaema)
- 1363 Sikkim Whitebrowed Yuhina (Yuhina castaniceps rufigenis)
- 1389 Bombay Quaker Babbler (Alcippe poioicephala brucei)
- 1424 Eastern Slaty Blue Flycatcher (Muscicapa leucomelanura minuta)
- 1434 Whitetailed Blue Flycatcher (Muscicapa concreta cyanea)
- 1453 Eastern Whitebrowed Fantail Flycatcher (Rhipidura aureola burmanica)
- 1484 Hume's Bush Warbler (Cettia acanthizoides brunnescens)
- 1510 Northwestern Plain Wren-Warbler (Prinia subflava terricolor)
- 1520 Northwestern Jungle Wren-Warbler (Prinia sylvatica insignia)
- 1526 Sind Brown Hill Warbler (Prinia criniger striatula)
- 1540 Blacknecked Tailor Bird (Orthotomus atrogularis nitidus)
- 1569 Small Whitethroat (Sylvia curruca minula)
- 1570 Hume's Lesser Whitethroat (Sylvia curruca althaea)
- 1577 Plain Leaf Warbler (Phylloscopus neglectus)
- 1664 Andaman Magpie-Robin (Copsychus saularis andamanensis)
- 1707 Redtailed Chat (Oenanthe xanthoprymna kingi)
- 1714 Hume's Chat (Oenanthe alboniger)
- 1730 Burmese Whistling Thrush (Myiophonus caeruleus eugenei)
- 1820 Manipur Redheaded Tit (Aegithalos concinnus manipurensis)
- 1850 Manipur Tree Creeper (Certhia manipurensis)
- 1903 Andaman Flowerpecker (Dicaeum concolor virescens)
- 1913 Andaman Olivebacked Sunbird (Nectarinia jugularis andamanica)
- 1918 Assam Purple Sunbird (Nectarinia asiatica intermedia)
- 1129a Nicobar Yellowbacked Sunbird (Aethopyga siparaja nicobarica)
- 1955 Blanford's Snow Finch (Montifringilla blanfordi blanfordi)
- 1960 Finn's Baya (Ploceus megarhynchus megarhynchus)
- 1970 Nicobar Whitebacked Munia (Lonchura striata semistriata)
- 1971-2 Jerdon's Rufousbellied Munia (Lonchura kelaarti jerdoni)
- 1993 Tibetan Siskin (Carduelis thibetana)
- 1995 Stoliczka's Twite (Acanthis flavirostris montanella)

## Abreviatura (zoología)
La abreviatura Hume  se emplea para indicar a Allan Octavian Hume como autoridad en la descripción y taxonomía en zoología.